# كريس ويتي
كريس جون ماكري ويتي ولد في (21 أبريل 1966). طبيب وعالم أوبئة إنجليزي، كبير الأطباء المسؤولين في إنجلترا وكبير استشاريي الأطباء في حكومة المملكة المتحدة وكبير المستشارين العلميين في وزارة الصحة والرعاية الاجتماعية (المملكة المتحدة) ورئيس المعهد الوطني للبحوث الصحية.
في مارس 2020 قام ويتي بدور قيادي في الاستجابة لجائحة كوفيد-19 في المملكة المتحدة إلى جانب رئيس المستشارين العلميين للحكومة، سير باتريك فالانس.

## حياته المبكرة
ولد كريستوفر جون ماكري ويتي في مدينة غلوستر في الواحد والعشرين من مارس عام 1966 وكان الابن الأكبر لأربعة أبناء. والداه هما كينيث وسوزانا. قضى السنوات الأولى من عمره في شمال نايجيريا. كان أبوه مدير مساعد في القنصلية البريطانية في أثينا وقتل في عام 1984 عندما كان ويتي يبلغ من العمر 17 عاما.
أرسل بعدها إلى المملكة المتحدة لإكمال دراسته حيث تلقى تعليمه في مدرسة ويندلسهام هاوس وجامعه مالفيرن. بعد ذلك التحق بجامعة بيمبروك، اكسفورد وحصل على شهادة البكالوريوس في الفيزيولوجيا عام 1988 ثم حصل على شهادة بكالوريوس في الطب والجراحة من جامعة ولفسون، اكسفورد عام 1991. ثم على شهادة دبلوم في الطب الاستوائي والنظافة من مدرسة لندن لحفظ الصحة وطب المناطق الحارة عام 1996 وشهادة ماجستير في علم الأوبئة عام 1996 من جامعة نورثمريا. ثم حصل على ماجستير في الطب القانوني عام 2005 من جامعة هيريوت وات. وأيضا شهادة ماجستير في إدارة الأعمال من الجامعة المفتوحة عام 2010.

## حياته المهنية
يعد ويتي خبير استشاري في هيئة الخدمات الصحية الوطنية (المملكة المتحدة) ويمارس استشاراته في عدد من المستشفيات مثل مستشفى الجامعة ومستشفى الامراض المدارية ويعمل أيضا كأستاذ متطوع من جامعه جريشام حيث يعطي محاضرات تعليمية مجانية للعامة. قبل أن يصبح كبير المسؤولين الطبيين في إنجلترا كان يعمل كبروفيسور في الصحة المحلية والعالمية في مدرسة لندن لحفظ الصحة وطب المناطق الحارة. في عام 2008 منحت مؤسسة بيل ومليندا غيتس، مدرسة لندن لحفظ الصحة وطب المناطق الحارة 31 مليون يورو لابحاث الملاريا في أفريقيا وكان ويتي في ذلك الوقت يرئس الباحثين في اتحاد اكت للملاريا الذي نظم واجرى مادة البرنامج للنظام.

## الحكومة
بين عامي 2009 و1015 كان ويتي كبير المستشارين العلميين ورئيس الابحاث في وزارة التنمية الدولية (المملكة المتحدة). خلال ذلك الوقت شارك في كتابة مقالة نشرت في مجلة نيتشر بعنوان «الامرض المعدية: خيارات صعبة للحد من انتشار ايبولا» بالتعاون مع نيل فيرجسون حيث شرح فيه سياسة المملكة المتحدة في التعامل مع ايبولا في سيراليون وقد قدما مقترحا شجعا فيه دعم وبناء مراكز يمكن الناس الذين يشتبه بإصابتهم بمرض الايبولا، من ممارسة العزلة الطوعية.
وبين عامي 2016 و 2019 كان ويتي يرئس المعهد الوطني للابحاث الصحية الممول من وزارة الصحة والرعاية الاجتماعية وكان كبير الاستشاريين العلميين. أما في المدة التي تفصل بين عامي 2017 و 2018 أصبح رئيس المستشارين العلميين الحكوميين المؤقت وكبير مهنيين العلوم والهندسة في الحكومة وهي الفترة التي شهدت تسمم سيرغي ويوليا سكريبال المفتعل من برنامج نوفيشوك الروسي للأسلحة الكيماوية.

## جامعة وباء كورونا 2020
قام ويتي ومساعديه جيني هاريس وجوناثان فان-تام بدور جوهري خلال انتشار وباء كوفيد-19. حيث ظهر مرة إلى جانب رئيس الوزراء بوريس جونسون ومرة أخرى لوحده في جلسات الإحاطة الصحافية وقام بتقديم أدلة للهيئات النوابية. قدم ويتي تحديثات على تطور الفيروس في الممكلة المتحدة حيث ظهر في المؤتمرات المتلفزة في داوننغ ستريت بجانب سير باتريك فلانس كبير المستشارين العلميين. من تاريخ 19 مارس ظهر في سلسلة من الاعلانات التوعية تسمى «معلومات الشعب» على التلفزيون القومي يشرح فيها إستراتيجية الحكومة للتباعد الاجتماعي للحد من انتشار الفايروس خلال الجائحة. في السابع والعشرين من مارس تم الإبلاغ انه يحمل الاعراض المصاحبة لفيروس كوفيد-19 وتقرر عزله بعد أن تأكدت إصابة كلا من بوريس جونسون ووزير الصحة مات هانكوك بالفايروس. في السادس من أبريل تم الإبلاغ انه عاد إلى عمله بعد أن شفي من أعراض الفيروس.
خلال انتشار الوباء، أطلق عليه محرر الاخبار الصحية هيو بيم في قناه بي بي سي أنه «المسؤول الذي من المحتمل أن يكون له أكبر التأثير على حياتنا اليومية أكثر من أي سياسي وصانع قرار في عصرنا الحديث» أما في صحيفة الغارديان فقد وصفه الرسام التخطيطي جون كريس «العالم المهووس الذي بات ينظر اليه الجميع على أنه الحاكم الفعلي للبلاد». وفي نفس الوقت جرى مقارنته بجيمس نايفن، الطبيب الإسكتلندي المعروف بخفض نسبة اعداد الوفيات بسبب الانفلوانزا خلال جائحة الإنفلونزا عام 1918 في مانشستر.

## حياته الشخصية
ويتي غير متزوج وليس لدية أطفال. يقضي أوقات فراغه بلعب التنس وكره القدم في الجامعة. ويصفه المقربون منه أنه شخص يقدس الحياه الشخصية ولايناقشها ابدا.